# Zygmunt Skowroński (urzędnik)
Zygmunt Skowroński (ur. 16 września 1891, zm. 23 marca 1984 w Johannesburgu) – urzędnik państwowy II Rzeczypospolitej.

## Życiorys
Urodził się 16 września 1891, jako syn Józefa (ur. 1861) i Amalii z Bełkotów (ur. 1862). Ukończył studia na Wydziale Prawa Uniwersytetu Jana Kazimierza we Lwowie, uzyskując stopień doktora praw. W okresie II Rzeczypospolitej od 1927 do 1939 sprawował stanowisko zastępcy szefa kancelarii cywilnej prezydenta RP Ignacego Mościckiego.
Po wybuchu II wojny światowej ewakuował się z Polski razem z rodziną poprzez Bukareszt, Stambuł, Cypr i Palestynę ostatecznie udał się do Rodezji Północnej (Zambii). Po wojnie zamieszkał w Afryce Południowej.
Był mężem Janiny Skulicz (1892–1979), z którą miał syna i trzy córki, w tym: Barbarę Marię po mężu Lenk (1918–2019), Krystynę Stefanię Józefę po mężu Hrabar (1921–2013).
Zmarł 23 marca 1984 w Johannesburgu.

## Ordery i odznaczenia
- Krzyż Oficerski Orderu Odrodzenia Polski (10 listopada 1928)[6]
- Złoty Krzyż Zasługi (9 listopada 1932)[7]
- Order Krzyża Orła II klasy (Estonia, 2 czerwca 1935)[8]